# کارلوس فرن
کارلوس فرن (انگلیسی: Carlos Fren؛ زادهٔ ۲۷ دسامبر ۱۹۵۴) بازیکن فوتبال اهل آرژانتین است.
از باشگاه‌هایی که در آن بازی کرده‌است می‌توان به باشگاه فوتبال اتلتیکو تیگره، باشگاه فوتبال ولز سارسفیلد، باشگاه اتلتیکو ایندپندینته، باشگاه فوتبال راسینگ کلوب آویاندا، و باشگاه فوتبال آرژانتینوس جونیورز اشاره کرد.